# مانوئل گومس پریرا
مانوئل گومس پریرا (اسپانیایی: Manuel Gómez Pereira‎؛ زادهٔ ۸ دسامبر ۱۹۵۸) کارگردان فیلم، فیلم‌نامه‌نویس اهل اسپانیا است. وی در سال ۱۹۹۴ برندهٔ جایزهٔ حلقه نویسندگان سینمایی بهترین فیلم‌نامهٔ غیراقتباسی شد.
از فیلم‌ها یا مجموعه‌های تلویزیونی که وی در آن‌ها نقش داشته است، می‌توان به دهان‌به‌دهان، ملکه‌ها، همه مردها مثل هم هستند و عشق می‌تواند به‌طور جدی به سلامت شما آسیب بزند اشاره نمود.